# Auyuittuq National Park
Auyuittuq National Park (inuktitut: ᐊᐅᔪᐃᑦᑐᖅ, "the land that never melts")
er en nationalpark på Cumberlandhalvøen på Baffin Island i Canada. De nærmeste samfund er Qikqtarjuaq og Pangnirtung. Området har været beskyttet siden 1976 og fuld status som nationalpark fik det i året 2000.
Parkens navn, Auyuittuq, er inuitiskt og betyder omtrent "landet som aldrig smelter". Den nordlige polarcirkel passerer igennem parken og i området findes flere gletsjere.

## Geologi og geografi
Gletsjere og periodevis nedisning med indlandsis, den seneste for omkring 8.000 år siden, har hovedsageligt formet Auyuittuqs landskaber. Langs kysten ses dette i form af fjorde og spor efter indlandsisen ses også eksempelvis i form af moræner.
I Auyuittuqs National Park findes nogle af de højeste bjergtoppe på Baffin Island, blandt disse er Mount Asgard, som når en højde på 2.015 meter, et af parkens mest kendte landemærker, med sin karakteristiske dobbelte top. Andre større bjerge i parken er Mount Thor og Mount Overlord.
Til parkens seværdigheder hører også Akshayuk Pass, et bjergpas som historisk er blevet anvendt som traditionel rute af den indfødte befolkning og som i dag er parkens populæreste rute for vandrere.
Søerne Crater Lake og Summit Knude, som er blevet dannet af smeltevand fra gletsjerne og indlandsisen, hører til parkens mest kendte søer, og til parkens større vandløb hører Owl River og Weasel River. Vandfaldet Schwartzenbach Falls er en seværdighed.

## Flora og fauna
Da landskabet i Auyuittuqs nationalpark til store dele er stenet og fattigt, er vegetationen sparsom. Den nordlige beliggenhed gør også at permafrosten er en faktor som påvirker floraen. De planter som forekommer i parken er derfor fortrinsvis sådanne som er tilpassede til forhold som dominerer i et arktisk klima. Der er blevet dokumenteret 112 arter karplanter, 97 arter laver og 136 arter mosser. Mange af karplanterne er lave, arktiske urter som blomstrer i løbet af den korte, men intensive sommer i området.
Det rigeste dyreliv findes ved kysterne, med blandt andet marine pattedyr som hvaler og sæler. De landlevende pattedyr omfatter ikke så mange arter, men blandt de større findes ren, som underarten R.t. groenlandicus, isbjørn og polarræv.
Der findes også 18 arter af ynglende fugle.

## Galleri
- Mount Asgard, Baffin Island, 2001
- Maktak Fiord Delta
- Hesteskoformede randmoræner ved udkanten af Penny Ice Cap
- Langs Weasel River, på vej mod Mount Thor
- Mount Odin
- Klippeformationer og gletsjere
- Akshayuk Pass
- Baffin Mountains set fra luften Cumberland Peninsula